# Diets
Diets is een overkoepelende term waarmee de Middelnederlandse regio-talen worden aangeduid die (gesproken), geschreven en gedrukt werden tussen circa 1200 en circa 1550. Het Diets is dus geen supra-regionale standaardtaal; die komt er pas na de middeleeuwen met de publicatie en het systematisch lezen van de Statenvertaling (1637) van de Bijbel, geschreven in een Brabants-Hollandse mengtaal. Tot circa 1400 bleven vooral Brabantse, Gelderse, Limburgse en Vlaamse teksten bewaard, daarna ook Hollandse en Utrechtse. Gedurende de middeleeuwen gebruikte men 'Diets' om aan te geven dat het om de volkstaal ging, niet om het Latijn, of het Frans (Walsch) van de burgerij. In de loop van de 16e eeuw maakt de term Diets langzaam plaats voor het Nederlands.
Diets is etymologisch verwant aan het Engelse Dutch en het Duitse Deutsch. Dutch en Diets worden door sommige Engels- respectievelijk Duitstaligen wel verward met Duits. In het Nederlands van de 16e en 17e eeuw waren 'Duits' en 'Diets' spellingvarianten van hetzelfde woord. De moderne vertaling voor dit woord is in beide gevallen Nederlands. Er is een onderscheid te maken tussen het taalkundige en het politiek-ideologisch gebruik van de term.

## Ontstaan
Diets stamt af van het Middelnederlandse woord diet, dat volk betekent. Het is verwant met het Gotische woord thiuda en het Oudengelse woord Þéod met dezelfde betekenis. Als we een taalkundig onderscheid maken tussen zuidelijke en noordelijke dialecten in het Middelnederlands, kan de term Diets aangeven dat het om een zuidelijk dialect gaat, terwijl voor de noordelijke dialecten Duutsch wordt gebruikt. In andere contexten zijn deze woorden echter synoniemen. Ze kunnen ook worden gebruikt voor Middelnederlands in het algemeen, en zelfs voor Germaanse taalvariëteiten tegenover Romaanse, in streken waar die elkaar raken.
De vormen Duits en Diets ontstonden als volgt. De oudste Nederlandse (en West-Germaanse) vorm van het woord is diut. Dit leidde tot diet en duut, en tot de bijvoeglijk naamwoorden diets en duuts. Dit zijn Nederlandse dialectvarianten: de -ie- is meer zuidelijk en westelijk, de -uu- meer oostelijk en noordoostelijk. Deze vorm -uu- werd oorspronkelijk met de spellingvarianten "duijts(ch)" en "duytsch" geschreven. Later leidde dit in het Nederlands tot de uitspraak Duits (door klinkerverschuiving: de 'uu' werd een tweeklank 'ui'; diftongering van de uu). Deze vorm verdrong het oude Diets. Gaandeweg werd schrijfvorm Duyts verbijzonderd tot Nederduits (in de zin van "duitse taal gesproken in de lage ("nedere") landen"; er is geen verband met het taalkundig jargon in de 19e eeuw). Zo trad er betekenisdifferentiatie op. Duits wordt tegenwoordig alleen nog maar gebruikt om te verwijzen naar het Duitse volk en de Duitse taal. Het woord Diets en het gebruik van Duits om naar het Nederlandse volk en de Nederlandse taal te verwijzen, zijn beide in onbruik geraakt. Als men echter in eigenlijke zin van Diets spreekt verwijst dit nooit naar het Duits, maar naar het (zuidelijke) Middelnederlands. Diets betekent nooit het moderne Duits, maar het vroegere Duits kon wel ook Diets betekenen.

## Ideologisch gebruik
Een reden dat het woord Diets minder in het moderne Nederlands wordt gebruikt, is dat deze term met voorliefde werd gebruikt door 20e-eeuwse fascisten van onder meer het Zwart Front en het VNV, en nationaalsocialisten van de NSB. Zij gebruikten ideologisch geladen termen als 'Diets' om te refereren aan de gezamenlijke of gedeelde oorsprong van de Nederlandse volkeren en zo hun streefdoel van een Heel-Nederland van een half mythische, half historische naam te voorzien: 'Dietsland'. Vooral uit dit laatste blijkt het hervondene van deze naamgeving. Zij wilden 'terug' naar de basis, het Verenigd Koninkrijk der Nederlanden of de Zeventien Provinciën. Daarnaast gebruikten ook minder of niet-fascistische bewegingen deze term, met name het fel antisemitische, 'Nationaal-Solidaristische' Verdinaso, en voorts de Protestants-Christelijke Oranjejeugd.
De verfranste en in Wallonië gebruikte vertaling van Diets is Thiois. Heelnederlanders plachten deze term te gebruiken voor Walen, die zij beschouwen als geromaniseerde Germanen, wat historisch juist is, maar dan moet men tot de 8e eeuw teruggaan. Het tot belgicisme bekeerde Verdinaso en de Rexisten hanteerden vlak vóór en tijdens de Duitse bezetting tijdens de Tweede Wereldoorlog de term om aan te geven dat zij meenden dat Walen meer Germaans waren dan Romaans en binnen het pangermanisme van de nazi's pasten. Deze opvattingen behoren tot een obscuur gedachtegoed. Het is hooguit in zoverre juist, dat Walen niet zonder meer als behorend tot de Franstalige traditie kunnen worden gerekend. Een Verdinaso-tijdschrift heette bijvoorbeeld "L'ordre Thiois". Overigens is de connotatie van het woord Diets met de bezetting en de collaboratie tijdens de Tweede Wereldoorlog grotendeels onterecht omdat de Duitse bezetter alle Groot- en Heel-Nederlandse activiteit verbood, zowel voor democratische "Dietsers" als voor aanhangers van de Nieuwe Orde. Dit leidde tot wrevel en dissidenties binnen de Eenheidsbeweging-VNV.

## Thiois en Platdiets
In Wallonië gebruikt men de term Thiois voor wat in het Vlaams Platdiets heet, een Limburgs dialect gesproken in het noordoosten van de provincie Luik. De autochtone bevolking spreekt zelf van «platdütsch» om het te onderscheiden van «Hochdeutsch».
Thiois is de vertaling in het Waals van het woord Diets/Duuts. Het woord is archaïsch en beperkt tot regionaal gebruik. Voor de Walen zijn Thiois Vlamingen of Nederlandstaligen als geheel. In Frankrijk bedoelt men met de term Thiois echter het Elzassisch en het Moezelfrankisch (Lotaringisch, Luxemburgs).

## Van algemeen naar bijzonder

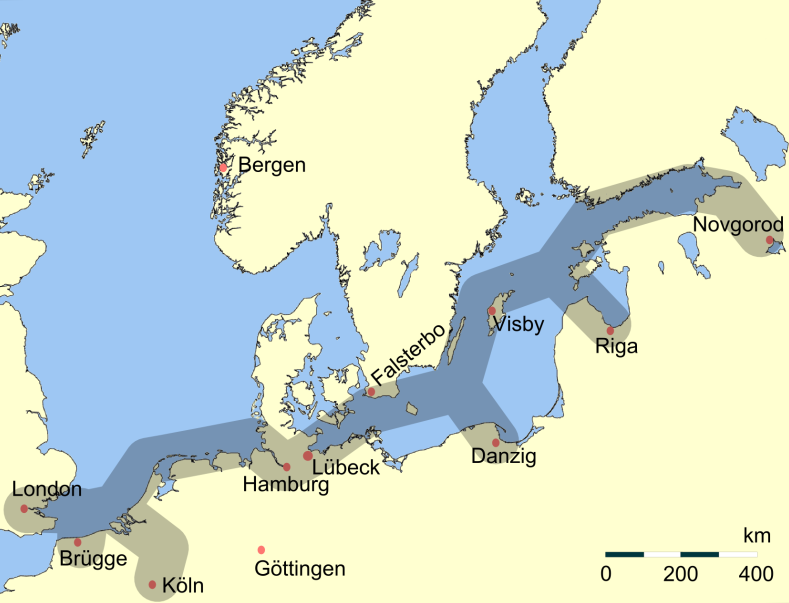
Voornaamste handelsroute van de Hanze

In het verleden was 'Duits' een meer algemene term, in zijn neutraliteit vergelijkbaar met 'Continentaal-Germaans'. Nederland en Duitsland bestonden toen ook nog niet in hun huidige vorm, maar maakten deel uit van een lappendeken van kleine en grotere staatjes en staten die aan de noordzijde langs de kusten ongeveer van Duinkerke tot voorbij Danzig en Koningsbergen strekte.
In de middeleeuwen vormden groepen kooplieden uit dit gebied een samenwerkingsverband, de Hanze. Deze Hanze bestond uit steden in wat nu Duitsland, Nederland, België, Polen, Noorwegen en de Baltische staten zijn. Men dreef handel in het gebied van de Oostzee en de Noordzee. De taalvariëteiten die in dit uitgestrekte kustgebied gesproken werden droegen alle bij tot de gemeenschappelijke Hanzetaal, die in hoofdzaak Nederduits was in allerlei schakeringen, maar voldoende herkenbaar voor het handelsverkeer in alle deelnemende steden.
De term Duits kreeg later pas de huidige betekenis van de Duitse taal en nog later van de Duitse natie. Tegelijk waren de termen Nederlands en Nederland opgekomen. De term Nederduits echter geldt nog altijd gemeenschappelijk voor Nedersaksische, Oost-Nederlandse en Noord-Duitse dialecten.

## Taalkundig gebruik in de 16e en 17e eeuw
De benaming Duits of Nederduits voor de Nederlandse taal is terug te vinden tot in de 17e eeuw. Een van de eerste grammaticaboeken over de Nederlandse taal heet bijvoorbeeld Twe-spraack van de Nederduitsche letterkunst (1584), vermoedelijk geschreven door Hendrik Laurensz Spiegel. En zo luidde de opdracht van de Staten-Generaal in 1586 om een Statenvertaling te maken als volgt:
tot de oversettinge van den Bibel wte Hebreeuwsche in onse gemeene Duytse sprake
(tot vertaling van de Bijbel uit het Hebreeuws in onze gewone Nederlandse taal)
De naam Nederlands ontstond ook al in de 16e eeuw en heeft in de loop van de 19e eeuw het alternatieve Nederduits verdrongen. Dit kan worden geïllustreerd met het feit dat de Nederlandse Hervormde Kerk tot 1816 nog officieel Nederduits Gereformeerde Kerk heette.

## Dietsin het hedendaagse Nederlands
Het woord Diets wordt in het hedendaagse Nederlands niet meer in de oorspronkelijke betekenis gebruikt, op twee idiomatische uitzonderingen na. We kennen nog de uitdrukking iemand iets diets maken, hetgeen oorspronkelijk betekende "iemand iets duidelijk maken", maar thans vooral "iemand iets wijsmaken". Het verband met diets wordt nog duidelijker bij het andere geval. Verdietsen betekent "iets duidelijk maken in gewoon Nederlands".

## Voorbeeld van zuidoostelijk Diets
Een tweetal strofen gemaakt door Hendrik van Veldeke (ca. 1140-1210)
| In den tiden dat die rosen: (Diets) 1. In den tiden dat die rosen 2. tounen manech scone blat, 3. so vloeket men den blidelosen 4. die wroegere siin ane maneger stat, 5. want sie der minnen siin gehat 6. ende den minneren gerne nosen. 7. Van den bosen moete Got ons losen! | Hertaling naar modern Nederlands: 1. In het seizoen dat de rozen 2. vele mooie blaadjes tonen, 3. vervloekt men de vreugdelozen 4. die overal aan het vitten zijn 5. omdat ze de liefde haten 6. en de liefde graag bestrijden met venijn. 7. Moge God ons van de bozen bevrijden! |
| 1. Men darf den bosen niewet vloeken. 2. Hen wirt dicke onsachte wé, 3. want sie warden ende loeken 4. alse dé sprenket in den sné. 5. Des siin sie vele die mere gevé, 6. doch na darf es nieman roeken, 7. want sie soeken peren op den boeken.                                | 1. Men moet niet schelden op deze lieden, 2. want hun boosheid kan hen niet baten. 3. Immers, ze loeren en ze spieden, 4. alsof ze rondspringen in de sneeuw: 5. Daarom zijn ze zo boosaardig, 6. al zijn ze niemands aandacht waardig, 7. want ze zoeken peren aan de beuken.     |

## Plautdietsch
Voorts is het van belang op te merken, dat het woord diets in het Standaardduits niet bestaat. Als er gesproken wordt over Platdiets kan dat geen betrekking hebben op Platduits. Het woord Plautdietsch (letterlijk: Platdiets) bestaat echter wel als internationaal gebruikte benaming voor de mengtaal op Nederlands-Nederduitse grondslag die de Mennonieten verspreid over de gehele wereld spreken.